# Сладка Гора
Сладка Гора (словен. Sladka Gora) — поселення в общині Шмарє-при-Єлшах, Савинський регіон, Словенія. 
Висота над рівнем моря: 298,1 м.